# Ständchen (Bruckner)
Ständchen, WAB 84.2, ist ein weltliches Chorwerk, das Anton Bruckner um 1846 komponierte.

## Geschichte
Bruckner komponierte dieses Ständchen, das er zu Beginn seines Aufenthalts im Stift St. Florian Frau Schlager, der Gemahlin des Bürgermeisters von St. Florian, widmete. Für die Komposition verwendete Bruckner einen Text, den er bereits für das unvollendete Lied Wie des Bächleins Silberquelle, WAB 84.1, verwendet hatte.
Es ist nicht bekannt, wann das Stück aufgeführt wurde. Das Werk, dessen Originalmanuskript im Archiv der Liedertafel Frohsinn, aufbewahrt wird, wurde erstmals in Band II/2, S. 61–64 der Göllerich/Auer-Biographie veröffentlicht. Es wurde danach 1954 zusammen mit Sternschnuppen, WAB 85, in der Chorblattreihe von Robitschek, Wien publiziert. Es erscheint in Band XXIII/2, Nr. 3 der Gesamtausgabe.

## Text
Ständchen verwendet einen Text eines unbekannten Autors (evtl. Ernst Marinelli).
Wie des Bächleins Silberquelle

Ruhig durch die Fluren bricht

Und des Mondes goldne Helle

Freundlich uns zum Herzen spricht:

Wandle froh durchs Leben weiter,

Frei von Kummer und von Leid,

Jeder Tag beginne heiter

Und entflieh’ mit Seligkeit. 

## Musik
Das 29 Takte lange Stück in 6/8 in G-Dur ist für Männervokalquartett und Tenorsolist besetzt. In den ersten 18 Takten wird der Text vom Tenorsolisten mit Begleitung von Brummstimmen gesungen. Ab Takt 19 wird der zweite Teil (Wandle froh durchs Leben weiter) noch einmal vom Männerquartett gesungen.

## Diskografie
Es gibt eine einzige Aufnahme von Bruckners Ständchen:
- Thomas Kerbl, Quartett der Männerchorvereinigung Bruckner 12, Michael Nowak (Tenor), Weltliche Männerchöre – CD: LIVA 054, 2012